# 티부론 (캘리포니아주)

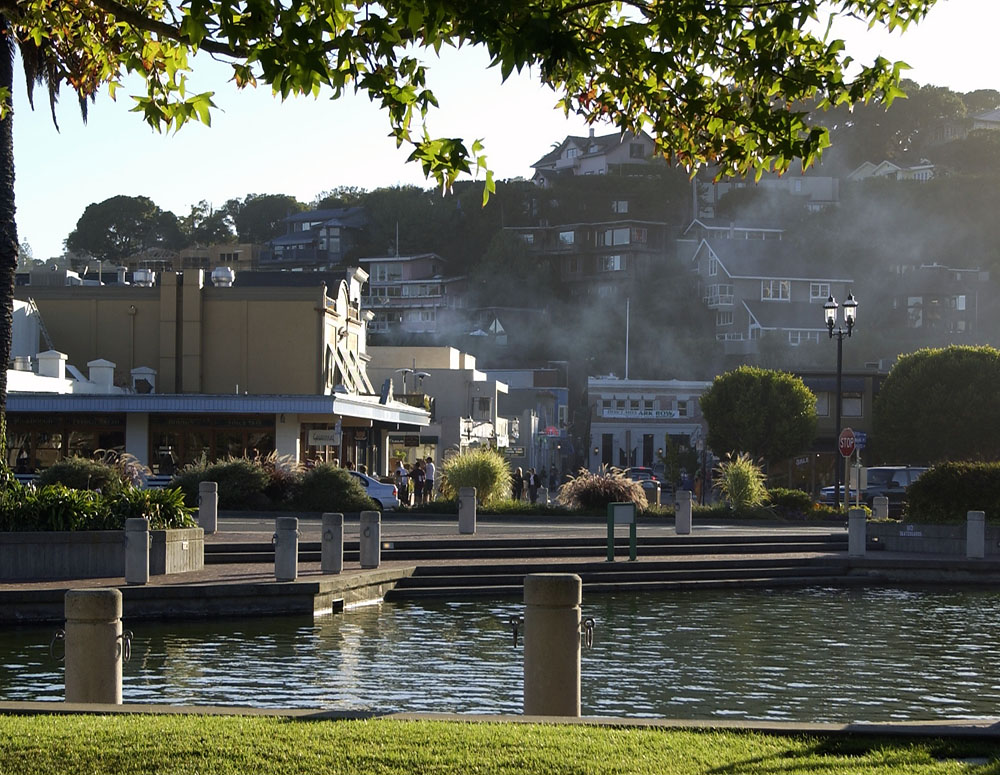

티부론(Tiburon)은 캘리포니아주 마린군에 있는 자치 도시이다. 샌프란시스코만 남쪽으로 뻗어 있는 티부론 반도에 위치해 있다. 티부론은 이전에는 별도의 섬이었던 작은 자치 도시인 벨베데레와 우편번호(94920)를 공유하며, 벨베데레는 반도 남서쪽에 위치하며 티부론과 인접해 있다. 티부론은 북쪽으로는 코르테 마데라, 서쪽으로는 밀밸리와 접하고 있지만, 그 외에는 대부분 만에 둘러싸여 있다. 벨베데레와 티부론을 제외한 반도의 대부분은 자치 도시가 아니며, 북쪽 일부와 스트로베리 케이, 파라다이스 케이 지역 사회도 여기에 포함된다.
2020년 인구 조사 기준 티부론의 인구는 9,146명이며, 등록된 유권자는 6,600명이다. 벨베데레와 티부론은 우체국, 도서관, 그리고 레크리에이션 시설을 공유하고 있다.
이 도시의 이름은 "상어"를 뜻하는 스페인어 단어 티부론(tiburón)에서 유래했다. 이 이름은 원래 도시가 위치한 반도에서 유래되었으며, 주변 해역에 토종 표범상어가 널리 분포하는 데서 영감을 받은 것으로 보인다. 티부론은 과거 샌프란시스코 및 북태평양 철도(이후 북서 태평양 철도)의 남쪽 종착역이었으며, 샌프란시스코 만 주변 도시로 화물을 운송하기 위해 바지선으로 옮겨 실었다. 현재는 통근 및 관광 도시로, 샌프란시스코와 고속 페리 노선이 연결되어 있으며 레스토랑과 의류 매장이 밀집해 있다. 티부론은 앤젤 아일랜드에서 가장 가까운 본토 지점이며, 정기 페리 노선이 섬으로 연결된다.